# Pierre Gemayel junior

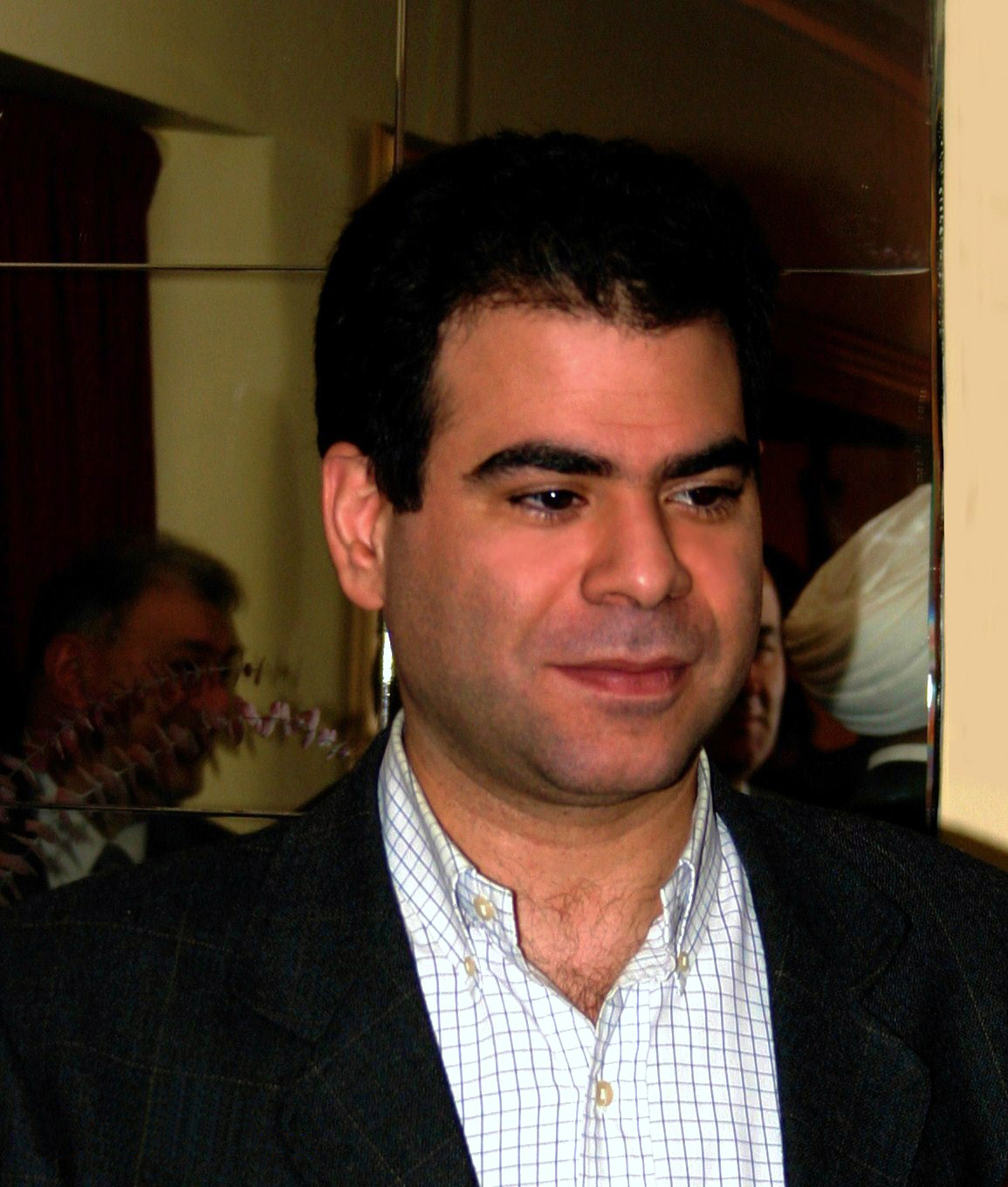
Pierre Gemayel junior

Pierre Gemayel junior oder kurz Pierre Amine (arabisch بيار أمين الجميل Biyar Amīn al-Dschumayyil, * 24. September 1972 in Beirut; † 21. November 2006 ebenda) war ein libanesischer Politiker, Rechtsanwalt und maronitischer Christ. Gemayel war in der libanesischen Regierung von 2005 Industrieminister.

## Leben
Gemayel war ein Mitglied der Kata’ib-Partei und war der Sohn des früheren libanesischen Präsidenten Amin Gemayel und Neffe des 1982 ebenfalls einem Attentat zum Opfer gefallenen früheren Präsidenten Bachir Gemayel. Gemayel ist nach seinem Großvater Pierre Gemayel benannt, der im April 1975 ein Attentat überlebte, bei dem allerdings vier Phalangisten getötet wurden. Der Zwischenfall war ein Mitauslöser des Libanesischen Bürgerkrieges. Auch seine Cousine Maya wurde bei einem Attentat getötet, das eigentlich Bachir gegolten hatte. Die Familie ist seit Generationen in der libanesischen Politik aktiv.
Gemayel studierte Rechtswissenschaft an der Université Saint-Joseph in Beirut sowie in Paris. Nach dem Studium trat er in die Anwaltskanzlei seines Vaters ein. Am 25. September 1999 heiratete er in Limassol, Zypern, seine Frau Patrica Daif. Aus der Ehe gingen zwei Söhne hervor. Gemayel hatte eine Schwester, Nicole und einen jüngeren Bruder, Samir.
Er nahm an den Wahlen im Jahre 2000 im Distrikt al-Matn teil. Gemayel war ein Mitglied der gegen die offizielle Linie der Kata’ib-Partei gerichteten Kata'ib-Bewegung. Die Partei wurde damals von prosyrischen Politikern geführt. Später trat er in die Qurnat-Schahwan-Sammlung ein, einen losen politischen Zusammenschluss von Politikern und Intellektuellen, in der auch sein Vater Amin Gemayel Mitglied ist. Er war gegen die Mandatsverlängerung von Émile Lahouds Präsidentschaft und beteiligte sich an der so genannten Zedernrevolution nach dem Attentat auf den Fahrzeugkonvoi des früheren Ministerpräsidenten Rafiq al-Hariri.
Bei den Parlamentswahlen 2005 gewann er nach Absprachen mit der Allianz von Michel Aoun und Michel Murr, die keinen Gegenkandidaten aufstellten, als einziger Vertreter der Rafiq-Hariri-Märtyrer-Liste im Distrikt Metn einen Sitz in der Nationalversammlung.
Die Phalangisten, wie die Anhänger der Kata'ib-Partei auch genannt werden, gelten als prowestlich und antisyrisch.

## Attentat im November 2006

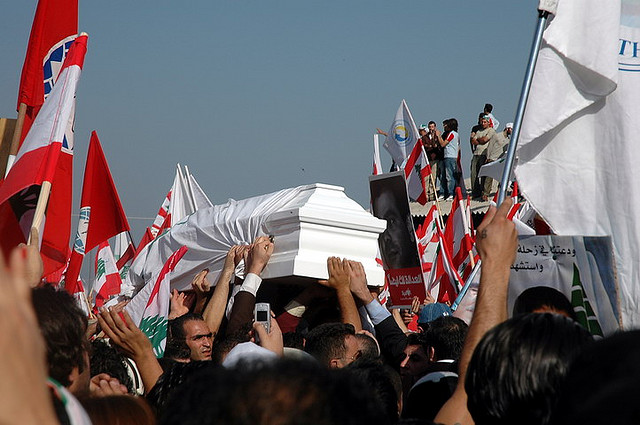
Sarg beim Beerdigungszug

Nach einem Bericht der Nachrichtenagentur Reuters haben Augenzeugen gesehen, dass kurz nach 15 Uhr Ortszeit mindestens drei Männer zunächst das Fahrzeug des Ministers gerammt und dann das Feuer auf das Fahrzeug des Politikers eröffnet hatten.
Gemayel wurde in großer Eile in das Krankenhaus Saint-Joseph gebracht, wo er seinen Verletzungen erlag. Nach Angaben eines Arztes war er in den Kopf und in die Brust getroffen worden. Pierre Gemayel junior ist der fünfte anti-syrische Politiker, der seit Februar 2005 im Libanon durch ein Attentat getötet wurde.
Der Sicherheitsrat der Vereinten Nationen hat das Attentat verurteilt und bezeichnete Gemayel als „einen Patrioten, der ein Symbol für die Freiheit und die politische Unabhängigkeit des Libanon“ war.
Kardinal Nasrallah Boutros Sfeir, Patriarch der Maroniten hat, unter großer Anteilnahme vieler Libanesen, ohne Ansehen der Konfession, in der Georgskathedrale in Beirut das Requiem für den ermordeten christlichen Minister Pierre Gemayel zelebriert.